# Rugownik
Rugownik – typ funkcji, której argumentami są pary wielomianów lub – z innej perspektywy – ich współczynniki, co czyni rugownik funkcją wielu zmiennych; jest zdefiniowany wyznacznikiem opisanym niżej. Kluczową własnością rugownika jest to, że wynosi zero wtedy i tylko wtedy, gdy wielomiany te mają wspólny czynnik.
Rozpatrzmy dwa wielomiany w ciele liczbowym {\displaystyle K{:}}
{\displaystyle F(x)=a_{0}x^{n}+a_{1}x^{n-1}+a_{2}x^{n-2}+\ldots +a_{n},}
{\displaystyle G(x)=b_{0}x^{m}+b_{1}x^{m-1}+b_{2}x^{m-2}+\ldots +b_{m}.}
Rugownikiem tych wielomianów nazywa się wyznacznik stopnia {\displaystyle n+m} postaci:
{\displaystyle \mathrm {R} (F,G)={\begin{vmatrix}a_{0}&a_{1}&a_{2}&\dots &a_{n}&0&0&\dots &0\\0&a_{0}&a_{1}&\dots &a_{n-1}&a_{n}&0&\dots &0\\0&0&a_{0}&\dots &a_{n-2}&a_{n-1}&a_{n}&\dots &0\\\vdots &\vdots &\vdots &\ddots &\vdots &\vdots &\vdots &\ddots &\vdots \\0&0&0&\dots &a_{0}&a_{1}&a_{2}&\dots &a_{n}\\b_{0}&b_{1}&b_{2}&\dots &b_{m}&0&0&\dots &0\\0&b_{0}&b_{1}&\dots &b_{m-1}&b_{m}&0&\dots &0\\0&0&b_{0}&\dots &b_{m-2}&b_{m-1}&b_{m}&\dots &0\\\vdots &\vdots &\vdots &\ddots &\vdots &\vdots &\vdots &\ddots &\vdots \\0&0&0&\dots &b_{0}&b_{1}&b_{2}&\dots &b_{m}\end{vmatrix}}.}
Przyjmuje się dodatkowo, że {\displaystyle \mathrm {R} (0,G)=\mathrm {R} (F,0)=0.}

## Własności
Dla dowolnych wielomianów {\displaystyle F,G,H} zachodzi:
- {\displaystyle \mathrm {R} (F,G)=(-1)^{\deg F\cdot \deg G}\cdot \mathrm {R} (G,F),}
- {\displaystyle \mathrm {R} (F\cdot H,G)=\mathrm {R} (F,G)\cdot \mathrm {R} (H,G),}
- {\displaystyle \mathrm {R} (F,G)=0} wtedy i tylko wtedy, gdy {\displaystyle F} i {\displaystyle G} mają wspólny pierwiastek w algebraicznym domknięciu ciała {\displaystyle K}.

- Istnieją takie wielomiany {\displaystyle v,w,} że {\displaystyle v\cdot F+w\cdot G=\mathrm {R} (F,G).}

Niech {\displaystyle F,G} będą postaci
{\displaystyle F(t)=(t-x_{1})(t-x_{2})\dots (t-x_{s}),}
{\displaystyle G(t)=(t-y_{1})(t-y_{2})\dots (t-y_{r}).}
Wtedy {\displaystyle \mathrm {R} (F,G)=\prod _{i=1}^{s}\prod _{j=1}^{r}(x_{i}-y_{j})}.

## Zastosowanie

### Rozwiązywanie układów dwóch równań z dwiema niewiadomymi
Rozpatrzmy układ równań wielomianowych {\displaystyle f(x,y)=0,g(x,y)=0;} {\displaystyle f,g} – niezerowe. Po uporządkowaniu składników wielomianów względem potęg {\displaystyle y} uzyskujemy:
{\displaystyle f_{0}(x)y^{s}+f_{1}(x)y^{s-1}+f_{2}(x)y^{s-2}+\ldots +f_{s}(x),}
{\displaystyle g_{0}(x)y^{t}+g_{1}(x)y^{t-1}+g_{2}(x)y^{t-2}+\ldots +g_{t}(x),}
gdzie {\displaystyle f_{0},g_{0}} są wielomianami niezerowymi. Można rozważyć rugownik:
{\displaystyle \mathrm {R} (x)={\begin{vmatrix}f_{0}(x)&f_{1}(x)&f_{2}(x)&\dots &f_{s}(x)&0&0&\dots &0\\0&f_{0}(x)&f_{1}(x)&\dots &f_{s-1}(x)&f_{s}(x)&0&\dots &0\\0&0&f_{0}(x)&\dots &f_{s-2}(x)&f_{s-1}(x)&f_{s}(x)&\dots &0\\\vdots &\vdots &\vdots &\ddots &\vdots &\vdots &\vdots &\ddots &\vdots \\0&0&0&\dots &f_{0}(x)&f_{1}(x)&f_{2}(x)&\dots &f_{s}(x)\\g_{0}(x)&g_{1}(x)&g_{2}(x)&\dots &g_{t}(x)&0&0&\dots &0\\0&g_{0}(x)&g_{1}(x)&\dots &g_{t-1}(x)&g_{t}(x)&0&\dots &0\\0&0&g_{0}(x)&\dots &g_{t-2}(x)&g_{t-1}(x)&g_{t}(x)&\dots &0\\\vdots &\vdots &\vdots &\ddots &\vdots &\vdots &\vdots &\ddots &\vdots \\0&0&0&\dots &g_{0}(x)&g_{1}(x)&g_{2}(x)&\dots &g_{t}(x)\end{vmatrix}}.}
Podobnie, po uporządkowaniu składników wielomianów względem potęg {\displaystyle x,} tworzy się rugownik {\displaystyle \mathrm {S} (y).} Można udowdnić, że gdy para {\displaystyle (a,b)} jest rozwiązaniem układu równań {\displaystyle f(x,y)=0,g(x,y)=0,} zachodzi {\displaystyle \mathrm {R} (a)=0} oraz {\displaystyle \mathrm {S} (b)=0.}
Powyższe rozumowanie prowadzi do metody uzyskiwania rozwiązań układu równań. Jeśli {\displaystyle R,S} są wielomianami niezerowymi, ich rozkład na czynniki pierwsze daje skończoną liczbę potencjalnych wartości {\displaystyle a_{1},\dots ,a_{k}} odciętej i {\displaystyle b_{1},\dots ,b_{l}} rzędnej rozwiązania. Wówczas pozostaje bezpośrednie sprawdzenie, które z par {\displaystyle (a_{i},b_{j})} są rozwiązaniami układu równań.